# André Masséna
André Masséna (în italiană Andrea Massena; n. 6 mai 1758, Nisa, Regatul Sardiniei – d. 4 aprilie 1817, Paris, Franța), duce de Rivoli, prinț de Essling, a fost un general francez al perioadei revoluționare și mareșal al Primului Imperiu, pair al Franței. Este unul dintre mareșalii primului imperiu care nu își datorează renumele și ascensiunea împăratului Napoleon, fiind deja unul dintre generalii celebri ai Europei în momentul în care Bonaparte a preluat puterea, la 18 brumar (9 noiembrie) 1799. 

## Războaiele Revoluției

### O asecensiune rapidă
La fel ca cele mai multe dintre figurile militare proeminente ale Franței napoleoniene: Murat, Ney sau Lannes, Masséna s-a născut și a crescut într-un mediu plin de privațiuni, fiind fiul unui negustor sărac din Nisa, pe atunci parte a regatului italian al Sardiniei. Se crede chiar că Masséna nu ar fi învățat să scrie decât în adolescența târzie sau chiar mai târziu. Cariera sa timpurie nu a dat nici un indiciu despre viitorul său glorios: orfan încă de mic copil, tânărul Masséna este mult timp fără ocupație, apoi se înrolează în regimentul Royal Italien (1775), pe care apoi îl părăsește, după ce este concediat. Este pe rând vânzător, mus în marină și apoi brigand dar se dedică din nou carierei militare pe care nu o va mai părăsi, ascensiunea sa fiind una rapidă. Ales locotenent-colonel de voluntarii din Var în februarie 1792, servește în Armata din Italia până în 1798. Cu toate acestea, era greu de imaginat că o bună parte din marii comandanții francezi ai epocii, inclusiv unii din viitorii mareșali, aveau să servească sub comanda sa, având ocazia „să îl vadă la lucru pe marele Masséna”, după cum s-a exprimat chiar Napoleon. A devenit general de brigadă în 1793 și general de divizie în decembrie al aceluiași an, după ce s-a distins la Asediul de la Toulon. 

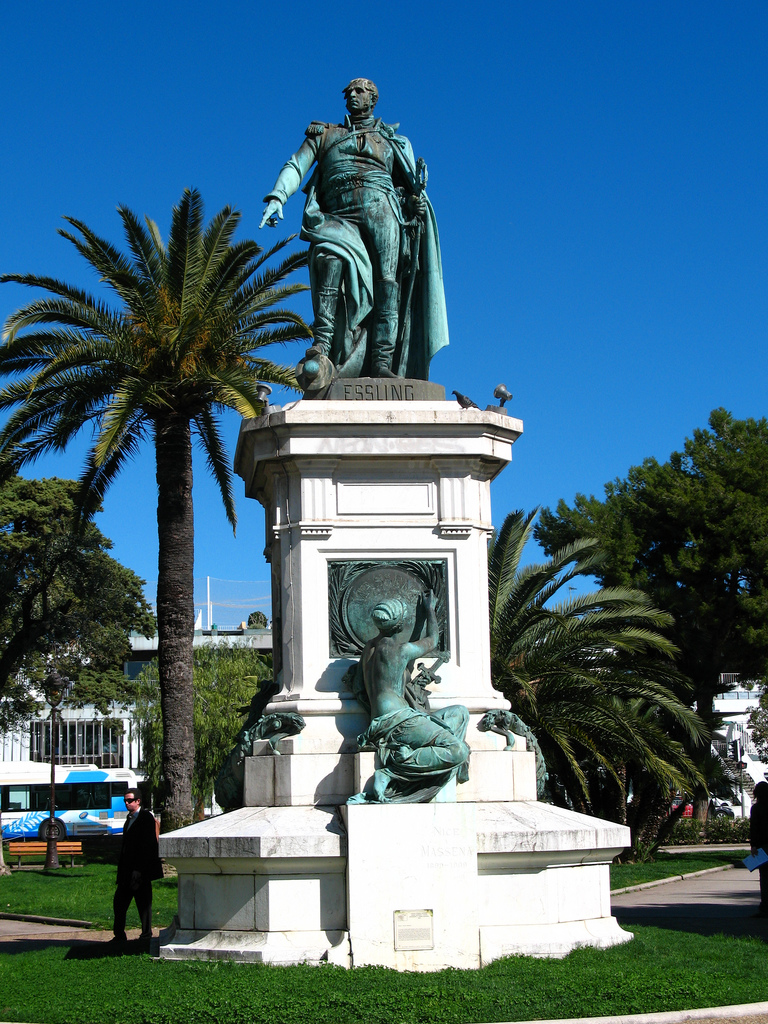
Statuia Mareșalului la Nisa, orașul său natal

### Războiul celei de-a doua Coaliții
Sub comanda lui mult mai tânărului general Bonaparte pentru prima campanie din Italia, Masséna are ocazia de a-și demonstra bravura, viziunea și calitățile de strateg, remarcându-se în special în bătăliile de la Lodi, Arcole sau Lonato, unde a zdrobit o armată austriacă. Luptă remarcabil și la Bătălia de la San Michele iar la Rivoli, are un rol și un merit esențial în obținerea victoriei. După ce câștigă o nouă bătălie la Favorite, Bonaparte îl numește „Copilul iubit al Victoriei”. Au urmat comenzi în cadrul armatei din zona statelor pontificale, comandă pe care o pierde, după ce soldații și ofițerii săi, neplătiți de mai mult timp, se revoltă, acuzându-l, probabil pe bună dreptate de deturnare de fonduri. Cu toate acestea, i se dă comanda unei armate din Elveția și câștigă o victorie strălucită în cadrul celei de-a doua bătălii de la Zürich (1799), împotriva rușilor și austriecilor lui Korsakov, salvând Franța de la invazie. Victoria lui Masséna a avut consecințe strategice dezastruoase pentru armatele ruse, care s-au văzut nevoite să se retragă atât din Elveția, cât și din nordul Italiei, silindu-l pe Suvorov să execute o dezastruasă retragere. În 1800, la asediul orașului Genova, Masséna a reușit să reziste suficient (5 aprilie - 4 iunie) pentru a facilita manevrele inițiale ale lui Bonaparte, permițându-i acestuia victoria de la Marengo. 

## Războaiele napoleoniene

### Războiul celei de-a treia Coaliții
Masséna a devenit Mareșal al Imperiului în 1804, în prima „promoție”, însă a primit bastonul de mareșal cu rezervă: atunci când a fost felicitat de prieteni pentru că este unul dintre Mareșalii Imperiului, acesta a răspuns sec: „Suntem paisprezece...”. În 1805 a luptat din nou împotriva austriecilor în nordul Italiei, ca general-șef al unei armate franceze și a învins o armată superioară numeric, condusă de unul dintre cei mai mari comandanți ai continentului, Arhiducele Carol, duce de Teschen, fratele Împăratului Austriei, la Caldiero. Importanța victoriilor sale din această campanie nu a fost egalată decât de amploarea delapidărilor și a jafurilor pe care le-a ordonat, comportament ce a dus la demiterea sa. Tot din această cauză, mareșalul nu a fost folosit în timpul campaniei din 1806, fiind trimis să conducă armata franceză ce avea misiunea de a-l instala pe tronul regatului napolitan pe fratele Împăratului, Joseph Bonaparte, reușind să cucerească regatul și să își îndeplinească misiunea.

### A patra și a cincea Coaliție

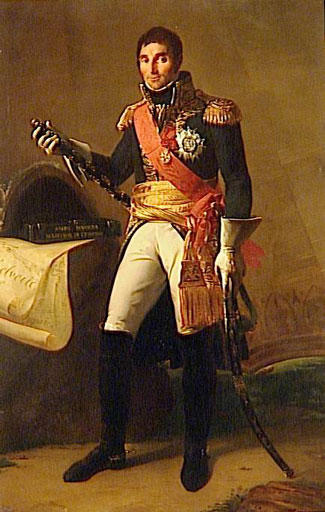
Mareșalul Masséna in mare ținută

În 1807 a fost chemat să comande după sfârșitul bătăliei de la Eylau și a participat la cea de la Friedland, după care, bolnav, a renunțat la comandă. Devine Duce de Rivoli în 1808. Cu toate acestea, Masséna nu avea să stea mult timp departe de câmpul de bătălie; în 1809 i se acordă comanda Corpului IV de armată și contribuie din nou decisiv la gloria imperiului în bătăliile de la Landshut, Eckmühl, Passau, Ebersberg Essling și Wagram. Luptând deseori în prima linie, cu sabia în mână, ca un grenadier, mareșalul stârnește admirația soldaților săi. Rănit grav la picior, mareșalul nu poate încăleca o perioadă dar refuză să renunțe la comanda Corpului său și la Wagram, cât și în bătăliile ce au urmat, a comandat dintr-o caleașcă trasă de patru cai albi, foarte vizibilă pe câmpul de bătălie. Din acest motiv, a fost de mai multe ori la un pas de moarte. La Wagram, spre sfârșitul bătăliei, pentru a-și încuraja oamenii să treacă la atac, și-a adus caleașca în fruntea trupelor strigându-le „Scursurilor, voi câștigați 6 sous pe zi iar eu valorez 500,000 de franci pe an și tot mă obligați să v-o iau înainte!” Aceste bizare cuvinte de încurajare au funcționat totuși, gestul electrizând trupele. Două săptămâni după Wagram, l-a susținut în mod decisiv pe Marmont la Znaim. Comportamentul său pe parcursul campaniei din 1809 îi va aduce cel de-al doilea titlu nobiliar, de această dată unul princiar.

### Campania din Portugalia

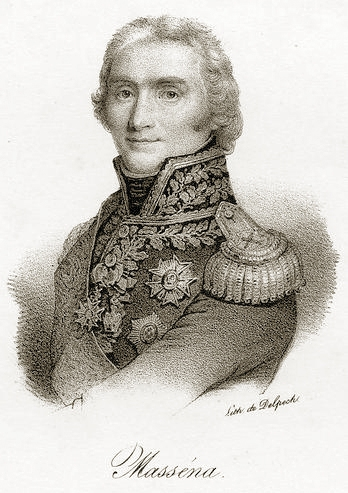
André Masséna, prinț de Essling

În 1810 acceptă fără prea mare tragere de inimă comanda unei armate ce avea ca obiectiv cucerirea Portugaliei și, în ciuda unor victorii inițiale, care au respins armata britanică, este până la urmă învins de Wellington, neputând să penetreze fantasticele linii fortificate de la Torres Vedras. Această campanie a stat din nou sub semnul jafurilor și atrocităților permise de mareșal, fapt ce a ridicat împotriva francezilor populația lusitană, făcând imposibilă aprovizionarea sau comunicațiile eficiente ale armatei Portugaliei cu restul armatelor francez. În această situație delicată, conducând o armată „căreia îi lipseau toate cele necesare”, mareșalul este nevoit să dea o serie de bătălii în situații în care Wellington avea o poziție defensivă extrem de favorabilă. Aceste bătălii culminează cu cea de la Fuentes de Onoro, când lipsa de cooperare a lui Bessières, care nu angajează cavaleria Gărzii face victoria franceză imposibilă. Învins, mareșalul se retrage în ordine excelentă și își salvează armata de la distrugere, grație și unor manevre extraordinare de ariergardă ale lui Ney. Acest fapt ceea împiedică totuși demiterea lui Masséna și înlocuirea sa cu Marmont. Sunt de notorietate conflictele și actele de insubordonare din această ultimă campanie a mareșalului: lipsa de cooperare a mareșalului Soult și a regelui  Joseph al Spaniei, confruntările cu agresivul Ney și lipsa de cooperare a mareșalului Bessières. Aceste cauze, cât și starea sa de sănătate extrem de precară au dus la înfrângerea finală a armatei lui Masséna.

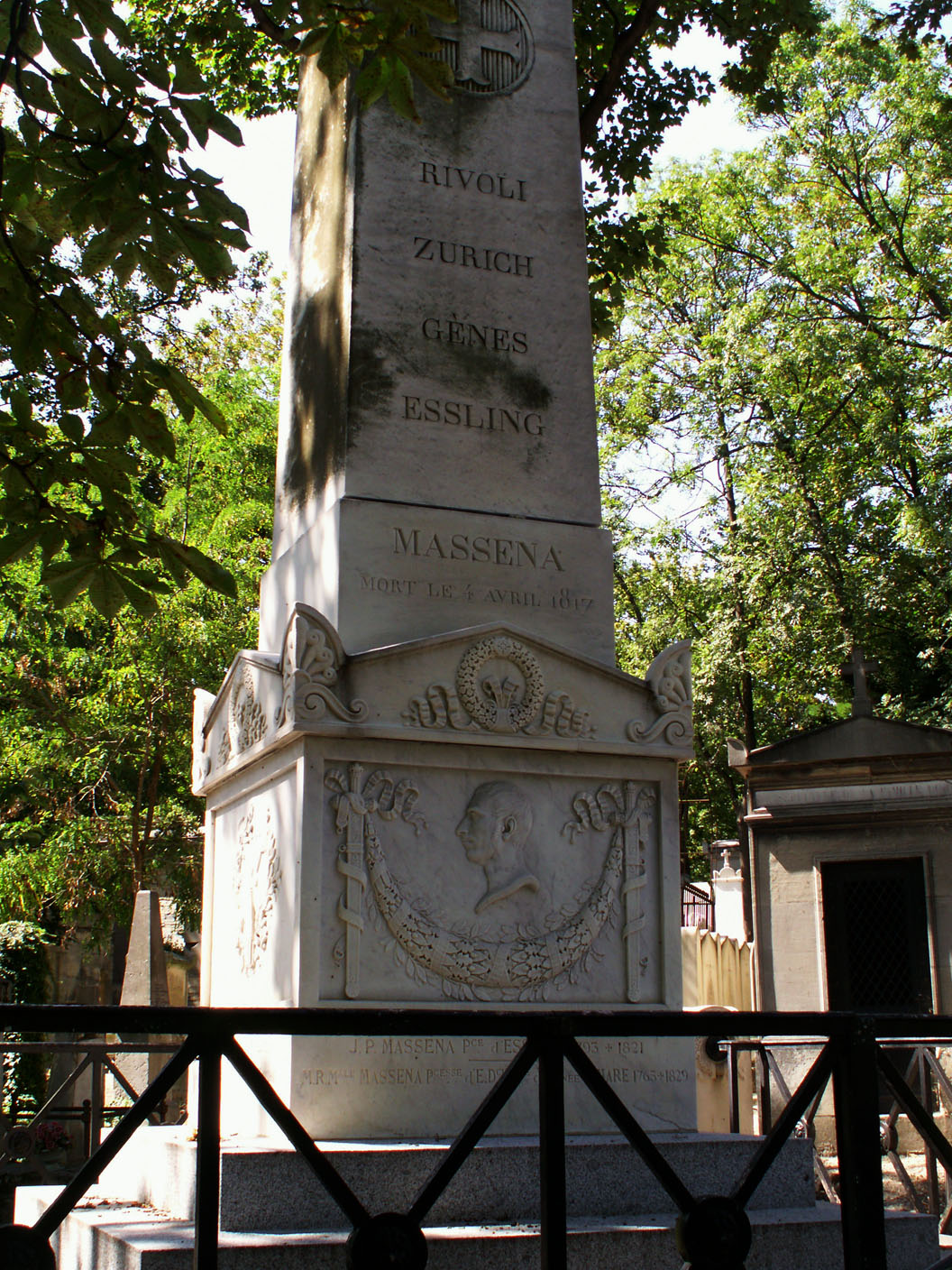
Mormântul Mareșalului de la Père Lachaise

## Ultimii ani de carieră militară șiCele o sută de zile
La întoarcerea în Franța, Napoleon îl convoacă pentru a-i cere socoteală dar nu îi face nici un reproș, după ce înțelege situația imposibilă cu care a trebuit să se confrunte mareșalul, astfel că cei doi convin de principiu că Masséna va prelua comanda supremă a tuturor forțelor din peninsula iberică, începând din primăvara următoare. Cu toate acestea, starea de sănătate a prințului mareșal s-a înrăutățit atât de mult (suferea de tuberculoză) încât nu i-a mai permis asumarea vreunui post de comandă activ, rămânând comandant al garnizoanei din Marsilia. Deși a solicitat o comandă în timpul campaniei din Rusia, Împăratul l-a refuzat. După abdicarea împăratului, Masséna s-a raliat Bourbonilor în 1814 și a preferat să refuze comanda pe care Napoleon i-a oferit-o în timpul celor "100 de zile". 

## Procesul Mareșalului Ney
În ciuda vechii lor rivalități, Masséna a refuzat vehement să facă parte din completul de judecată din "Camera pairilor", însărcinat să îl judece pe mareșalul Ney, deși alți mareșali (Marmont, Pérignon, Sérurier, Victor, Kellermann) au cedat presiunilor regaliste și au votat moartea vechiului lor camarad de arme.

## Moartea Mareșalului
Mareșalul Masséna s-a stins din viață în 1817 și este înmormântat la cimitirul parizian Père Lachaise, unde o alee îi poartă numele. Masséna nu s-a numărat niciodată printre apropiații lui Napoleon, dar este probabil mareșalul pe care împăratul l-a apreciat cel mai mult, numindu-l "copilul iubit al Victoriei". Strateg de geniu, unul dintre puținii comandanți capabili să comande independent, mareșalul este considerat astăzi de mulți istorici ca fiind una dintre cele mai strălucite minți ale epocii în domeniul militar, fiind deseori comparat cu Davout, Suvorov, Wellington sau chiar cu Napoleon. 

## Considerații
Rezervat, calm în situații de criză, puțin preocupat de onorurile militare sau de soarta oamenilor pe care îi comandă, lipsit de orice scrupule, mareșalul avea un singur obiectiv, acela de a se îmbogăți. Numeroaselor „dotations” cu care împăratul l-a recompensat, Masséna le-a adăugat opere de artă și sume enorme obținute din jafuri, astfel că a ajuns să acumuleze o avere fabuloasă, excelent gestionată de soția sa.